# Wilhelm Otto von Hiddessen

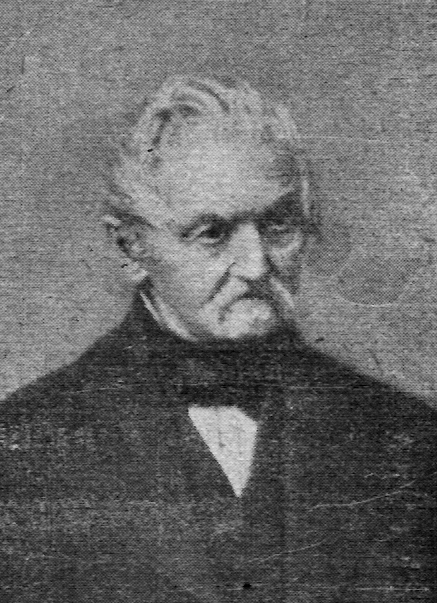
Wilhelm Otto Petrus Johannes von Hiddessen (ca. 1860)

Wilhelm Otto Petrus Johannes von Hiddessen (* 9. Februar 1797 in Warburg; † nach 1890 in Paderborn?) war ein preußischer Landrat.

## Leben
Als Sohn der Eheleute Wilhelm Franz von Hiddessen und Maria Anna Clara Vüllers geboren, entstammte Wilhelm von Hiddessen dem Adelsgeschlecht Hiddessen.
Er besuchte vom 12. Januar 1809 bis Oktober 1813 die Pagenanstalt des  Königs von Westphalen in Kassel, trat 1814 in das 1. Westfälische Landwehr-Kavallerie-Regiment ein und wurde ein Jahr später  Secondeleutnant im 2. Westfälisches Husaren-Regiment Nr. 11. Vom 22. April 1823 bis Ostern 1825 studierte er an der  Universität Göttingen 4 Semester Rechtswissenschaft und Cameralia. Die Prüfung zum Regierungs-Referendar legte er am 14. Mai 1829 bei der Regierung Minden mit der Anmerkung „…erweist hinlängliche Kenntnisse zur Annahme als Regierungs-Referendar“ ab. Im folgenden Monat wurde er zum Referendar bei der Regierung Minden ernannt.
Am 26. April 1830 erhielt er die Erlaubnis, seinen Vater im Amt des Landrats zu unterstützen. Zum 1. Januar 1831 wurde ihm die kommunale Verwaltung des Landratsamtes des Kreises Warburg übertragen und am 15. November 1831 wurde er einstimmig zum ersten Kandidaten für das Amt des Landrats gewählt. Die Prüfung zum Landrat bestand er am 2. Juli 1832. Am 18. August 1832 wurde er offiziell zum Landrat des Kreises Warburg ernannt. Zu seiner Zeit wurde u. a. die Provinzialstraße von Warburg über Menne und Peckelsheim nach Brakel ausgebaut.
Nachdem die Regierung in Minden feststellen musste, dass er mit 112 Berichten im Rückstand war, den Betrag für 23 Ordnungsstrafen in Höhe von 37 Talern und 15 Pfennigen schuldete und die Registratur des Landratsamtes sich in einer derartigen Unordnung befand, dass die Regierung einen Archivassistenten nach Warburg schicken musste, wurde er im Jahre 1840 vom Amt suspendiert. am 2. Februar 1847 erfolgte ein Staatsministerialbeschluss, von Hiddessen mit Anspruch auf Pension unfreiwillig in den Ruhestand zu versetzen. Sein Familienvermögen wurde der Zwangsversteigerung unterworfen und er zog nach Paderborn, wo er zu Beginn der 1890er Jahre starb.